# Promozione Marche 1988-1989
Nella stagione 1988-1989 la Promozione era sesto livello del calcio italiano (il massimo livello regionale). Qui vi sono le statistiche relative al campionato nelle Marche.
Il campionato è strutturato in vari gironi all'italiana su base regionale, gestiti dai Comitati Regionali di competenza. Promozioni alla categoria superiore e retrocessioni in quella inferiore non erano sempre omogenee; erano quantificate all'inizio del campionato dal Comitato Regionale secondo le direttive stabilite dalla Lega Nazionale Dilettanti, ma flessibili, in relazione al numero delle società retrocesse dal Campionato Interregionale e perciò, a seconda delle varie situazioni regionali, la fine del campionato poteva avere degli spareggi sia di promozione che di retrocessione.

## Girone A

### Classifica finale
|  | Pos. | Squadra                                     | Pt | G  | V  | N  | P  | GF | GS | DR  |
|  | ---- | ------------------------------------------- | -- | -- | -- | -- | -- | -- | -- | --- |
|  | 1.   | S.S. Audax Calcio Piobbico, Piobbico        | 45 | 34 | 18 | 9  | 7  | 45 | 20 | +25 |
|  | 2.   | A.S. Biagio Nazzaro, Chiaravalle            | 39 | 34 | 13 | 13 | 8  | 42 | 30 | +12 |
|  | 3.   | Pol. Lunano, Lunano                         | 38 | 34 | 14 | 10 | 10 | 35 | 25 | +10 |
|  | 4.   | U.S. Filottranese, Filottrano               | 38 | 34 | 11 | 16 | 7  | 26 | 19 | +7  |
|  | 5.   | S.S. Collemar, Collemarino di Ancona        | 37 | 34 | 12 | 13 | 9  | 34 | 29 | +5  |
|  | 6.   | U.S. Fermignanese, Fermignano               | 37 | 34 | 12 | 13 | 9  | 26 | 22 | +4  |
|  | 7.   | S.S. Ostra, Ostra                           | 36 | 34 | 13 | 10 | 11 | 34 | 28 | +6  |
|  | 8.   | U.S. Pergolese, Pergola                     | 34 | 34 | 9  | 16 | 9  | 39 | 38 | +1  |
|  | 9.   | S.S. Cerreto, Cerreto d'Esi                 | 34 | 34 | 11 | 12 | 11 | 31 | 32 | -1  |
|  | 10.  | S.S. Real Montecchio, Montecchio            | 33 | 34 | 10 | 13 | 11 | 29 | 34 | -5  |
|  | 11.  | S.S. Labor, Santa Maria Nuova               | 33 | 34 | 10 | 13 | 11 | 32 | 37 | -5  |
|  | 12.  | Borgo Fabriano, Fabriano                    | 32 | 34 | 10 | 12 | 12 | 37 | 40 | -3  |
|  | 13.  | Aurora Calcio Latini, Jesi                  | 32 | 34 | 6  | 20 | 8  | 25 | 28 | -3  |
|  | 14.  | U.S. Vigor Senigallia, Senigallia           | 31 | 34 | 9  | 13 | 12 | 33 | 32 | +1  |
|  | 15.  | A.C. G. Borgo Massano, Montecalvo in Foglia | 31 | 34 | 10 | 11 | 13 | 33 | 36 | -3  |
|  | 16.  | A.S. Castelplanio, Castelplanio             | 29 | 34 | 9  | 11 | 14 | 23 | 40 | -17 |
|  | 17.  | Pol. Cagliese, Cagli                        | 28 | 34 | 7  | 14 | 13 | 20 | 39 | -19 |
|  | 18.  | A.C. Fabriano, Fabriano                     | 25 | 34 | 5  | 15 | 14 | 29 | 44 | -15 |

- Audax Calcio Piobbico promosso all'Interregionale 1989-90.
- Borgo Massano, Castelplanio e Cagliese retrocedono in Prima Categoria 1989-90.
- A fine stagione Borgo Fabriano e A.C. Fabriano si fondono per dare vita al U.S. Fabrianese che parteciperà al campionato di Promozione 1989-90.

## Girone B

### Classifica finale
|  | Pos. | Squadra                                           | Pt | G  | V  | N  | P  | GF | GS | DR  |
|  | ---- | ------------------------------------------------- | -- | -- | -- | -- | -- | -- | -- | --- |
|  | 1.   | U.S. Fermana, Fermo                               | 49 | 34 | 20 | 9  | 5  | 42 | 17 | +25 |
|  | 2.   | U.S. Tolentino, Tolentino                         | 48 | 34 | 18 | 12 | 4  | 48 | 19 | +29 |
|  | 3.   | U.S. Recanatese, Recanati                         | 44 | 34 | 15 | 14 | 5  | 34 | 15 | +19 |
|  | 4.   | U.S. Trodica, Morrovalle Scalo                    | 37 | 34 | 13 | 11 | 10 | 33 | 41 | -8  |
|  | 5.   | Pol. Grottese, Grottazzolina                      | 35 | 34 | 12 | 11 | 11 | 29 | 28 | +1  |
|  | 6.   | A.C. Sangiustese, Monte San Giusto                | 34 | 34 | 10 | 14 | 10 | 41 | 35 | +6  |
|  | 7.   | Pol. Santa Maria Apparente, Civitanova Marche     | 34 | 34 | 9  | 16 | 9  | 24 | 22 | +2  |
|  | 8.   | Pol. E.Niccolai Corridonia, Corrdionia            | 34 | 34 | 11 | 12 | 11 | 26 | 26 | 0   |
|  | 9.   | G.S. Castelfidardo, Castelfidardo                 | 34 | 34 | 7  | 20 | 7  | 32 | 33 | -1  |
|  | 10.  | U.S. Morrovalle, Morrovalle                       | 33 | 34 | 10 | 13 | 11 | 28 | 22 | +6  |
|  | 11.  | Carassai Calcio, Carassai                         | 33 | 34 | 8  | 17 | 9  | 21 | 21 | 0   |
|  | 12.  | S.S. Potenza Picena, Potenza Picena               | 33 | 34 | 7  | 19 | 8  | 27 | 30 | -3  |
|  | 13.  | S.S. Settempeda, San Severino Marche              | 32 | 34 | 9  | 14 | 11 | 23 | 26 | -3  |
|  | 14.  | Pol. Camerino, Camerino                           | 31 | 34 | 9  | 13 | 12 | 32 | 39 | -7  |
|  | 15.  | U.S. Monte San Pietrangeli, Monte San Pietrangeli | 31 | 34 | 10 | 11 | 13 | 29 | 36 | -7  |
|  | 16.  | S.P. Grottammare, Grottammare                     | 31 | 34 | 8  | 15 | 11 | 28 | 30 | -2  |
|  | 17.  | S.S. Maceratese, Macerata                         | 26 | 34 | 6  | 14 | 14 | 22 | 39 | -17 |
|  | 18.  | S.S.C. Atletico Porto d'Ascoli, Porto d'Ascoli    | 13 | 34 | 2  | 9  | 23 | 14 | 54 | -40 |

- Fermana e Tolentino (ripescato) promosse all'Interregionale 1989-90.
- Camerino, Monte San Pietrangeli, Grottammare e Atletico Porto d'Ascoli retrocedono in Prima Categoria 1989-90.